# Lufthansa City Airlines
Lufthansa City Airlines, beter bekend als Lufthansa City, is een regionale Duitse luchtvaartmaatschappij en dochteronderneming van Lufthansa. De maatschappij heeft haar hub op de luchthaven van München en voert vluchten uit binnen Europa.

## Geschiedenis
In maart 2022 maakte de CEO van de Lufthansa Group bekend dat er plannen lagen voor een tweede regionale maatschappij naast Lufthansa CityLine. Dit zou kansen bieden voor werknemers van het in 2020 opgeheven Germanwings. De maatschappij ontving haar AOC op 7 juni 2023, maar voert haar eerste vlucht pas uit op 26 juni 2024. De datum werd meerdere keren verplaatst, vervolgens werd gekozen voor het begin van het zomerseizoen. In diezelfde maand kondigde Lufthansa tevens aan dat Lufthansa CityLine in de toekomst zal worden vervangen. Alle diensten worden uiteindelijk overgenomen door Lufthansa City Airlines.

## Vloot

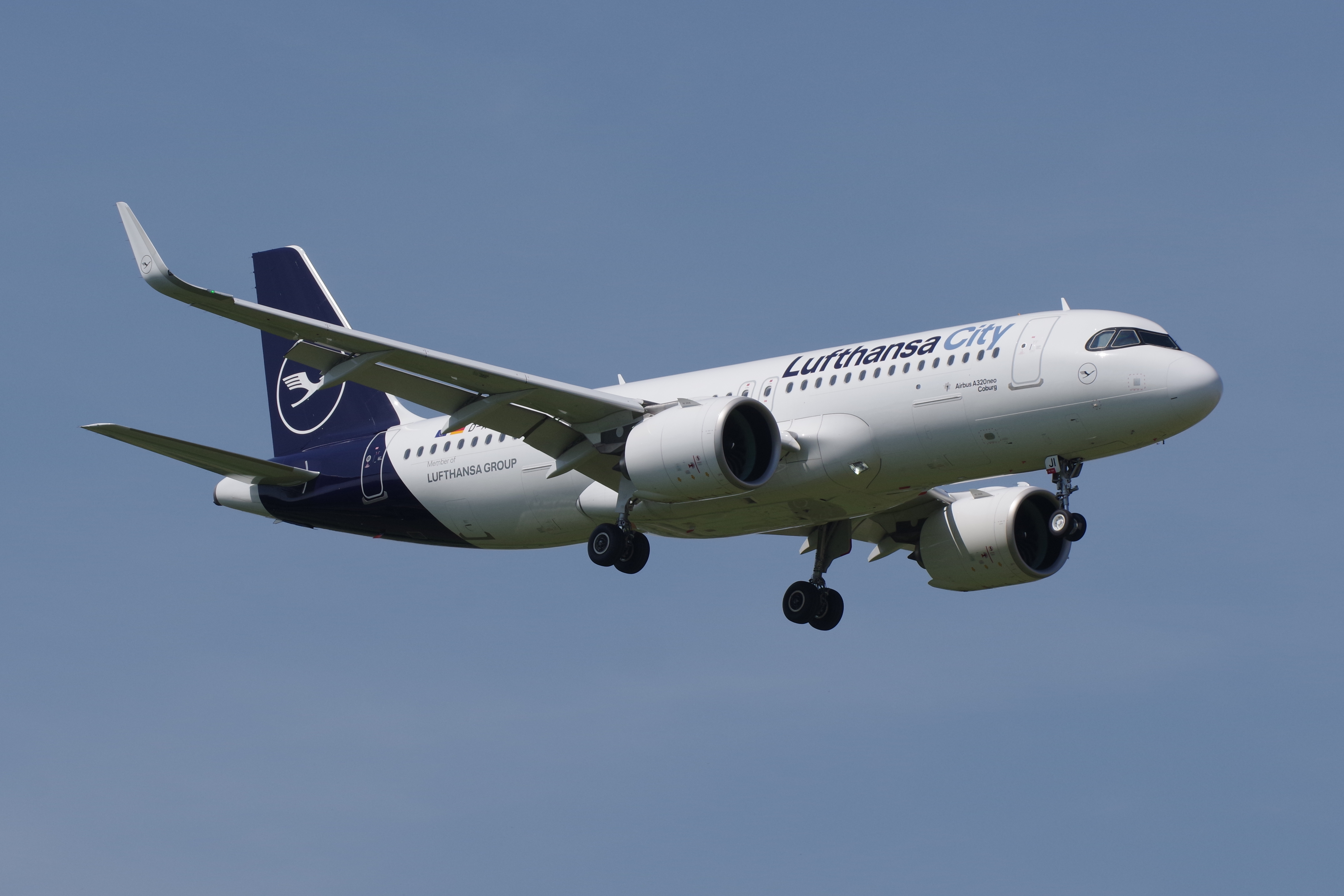
Airbus A320neo van Lufthansa City

De vloot van Lufthansa City Airlines bestaat uit de volgende toestellen (november 2024):
| Type            | In dienst | Orders | Opmerkingen                               |
| --------------- | --------- | ------ | ----------------------------------------- |
| Airbus A220-300 | —         | 40     | Leveringen vanaf 2026 met 20 extra opties |
| Airbus A319-100 | 4         | —      | Overgenomen van Eurowings                 |
| Airbus A320neo  | 1         | —      | Overgenomen van Lufthansa CityLine        |
| Totaal          | 5         | 40     |                                           |

## Bestemmingen
Lufthansa City Airlines vliegt naar de volgende bestemmingen (november 2024):
| Land                | Stad       | Luchthaven                           | Opmerkingen |
| ------------------- | ---------- | ------------------------------------ | ----------- |
| Duitsland           | Berlijn    | Flughafen Berlin Brandenburg         |             |
| Duitsland           | Bremen     | Flughafen Bremen                     |             |
| Duitsland           | Düsseldorf | Flughafen Düsseldorf                 |             |
| Duitsland           | Hamburg    | Flughafen Hamburg                    |             |
| Duitsland           | Hannover   | Flughafen Hannover-Langenhagen       |             |
| Duitsland           | Keulen     | Flughafen Köln-Bonn                  |             |
| Duitsland           | München    | Flughafen München Franz Josef Strauß | hub         |
| Duitsland           | Münster    | Flughafen Münster/Osnabrück          |             |
| Roemenië            | Timișoara  | Traian Vuia International Airport    |             |
| Verenigd Koninkrijk | Birmingham | Birmingham Airport                   |             |
| Verenigd Koninkrijk | Manchester | Manchester Airport                   |             |

### Codeshare-overeenkomsten
Lufthansa City Airlines heeft codeshare-overeenkomsten met de volgende luchtvaartmaatschappijen:
- Lufthansa[11]